# Weir Wood Reservoir
Il Weird Wood Reservoir è un lago lungo 2.4 km, situato vicino a Forest Row nell'East Sussex in Inghilterra. Ha una capacità di 5,566 milioni di litri e copre una zona di 280 acri(1.1 km quadrati). Questo laghetto è stato creato nel 1951 dopo la costruzione di una diga. Ogni giorno vengono estratti da esso 14 milioni di litri, tuttavia i bassi livelli dell'acqua hanno drammaticamente ridotto la quantità d'acqua ogni giorno estraibile da esso.
Il laghetto è di proprietà della Southern Water e rifornisce d'acqua parte della città di Crawley e altre
zone della contea del Mid-Sussex. La parte occidentale del laghetto è una piccola riserva naturale e rifugio per gli
uccelli migranti. È denominato 
Site of Special Scientific Interest. Il laghetto viene anche utilizzato,
nel corso di tutto l'anno, per corsi di barca a vela dal Weir Wood Sailing Club riconosciuto ufficialmente dalla RYA
come centro per l'allenamento sportivo ufficiale. Il laghetto viene anche utilizzato come centro di pesca sportiva 
di pesci persici, pesci gatto ecc.